# Renia Spiegel
Renia Spiegel (1924. június 18. – Przemyśl, 1942. július 30.) Lengyelországban született zsidó lány, a holokauszt áldozata, naplóíró. Naplóját 15 és 18 éves kora között írta jórészt azokról a tapasztalatiról, ahogyan tinédzserként élt Przemyślben a második világháború során a meggyilkolásába torkolló módon üldözött zsidóként. Egyaránt írt azokról a témákról is, mint az iskola, a barátság, a szerelem, úgy mint a növekvő háborútól való félelméről és arról, hogy hogyan kényszerítették a gettóba. A naplót 2012-ig csak a család olvasta, azt nem hozták nyilvánosságra.

## Életrajz
Apja Bernard Spiegel, anyja Róza Maria Leszczynska. A Dnyeszter mentén a román határhoz közel nőtt fel 8 évvel fiatalabb húgával, Arianával, aki gyerekfilmsztár volt Lengyelországban.
Nagyszüleiknél laktak Przemyślben éppen a háború kitöréskor, amitől elszakadtak a Varsóban élő anyjuktól. Így itt, Przemyślben próbálta folytatni az iskolát, és 1940-ben ismerte meg az őt később megmenteni próbáló fiatalembert Zygmunt Schwarzert, egy kiemelkedő zsidó orvos fiát.
1942 júliusában Przemyślben 24,000 másik társával gettóba került. 2 héttel később Schwarzer titokban kimentette és szülei házában rejtette el. 1942. július 30-án egy besúgás áldozata lett, Schwarzer szüleivel együtt a nyílt utcán lőtték agyon.
Anyja, húga és Schwarzer túlélték a háborút, és az USA-ba emigráltak.

## A napló
1939 január 31-én nyitott, 15 évesen. A közel 700-oldalas titkos könyvet iskolai füzetekből rakta össze. A sima bejegyzésein túl Renia rajzait és verseit is tartalmazza.  A gyilkosság után Schwarzer szavai kerültek a könyvbe, aki hallotta a 3 lövést. Schwarzer megőrizte a naplót és a háború után átadta az édesanyának. 1969-ben került végül is Ariana kezébe.
A kezdeti összehasonlító elemzések Anna Frank naplójával megjegyzik, hogy Renia írásán egy érettebb kifinomultság figyelhető meg, ami abból is adódik, hogy több helyen, kevésbé elzárt világban élt.

Most írom ezt, amíg még független és szabad vagyok. Holnap már valaki más leszek – de csak külsőleg. És talán egy napon üdvözölhetlek, mint valaki más. Add meg ezt nekem, Uram, hiszek benned. – 1941. július 1. 

## Fordítás
- Ez a szócikk részben vagy egészben  a   Renia Spiegel című angol Wikipédia-szócikk fordításán alapul.  Az eredeti cikk szerkesztőit annak laptörténete sorolja fel. Ez a jelzés csupán a megfogalmazás eredetét és a szerzői jogokat jelzi, nem szolgál a cikkben szereplő információk forrásmegjelöléseként.

## További források
- 70 év után került elő a lengyel Anna Frank naplója – index.hu